# 飞龙大桥
25°50′39″N 114°55′20″E / 25.84420°N 114.92209°E

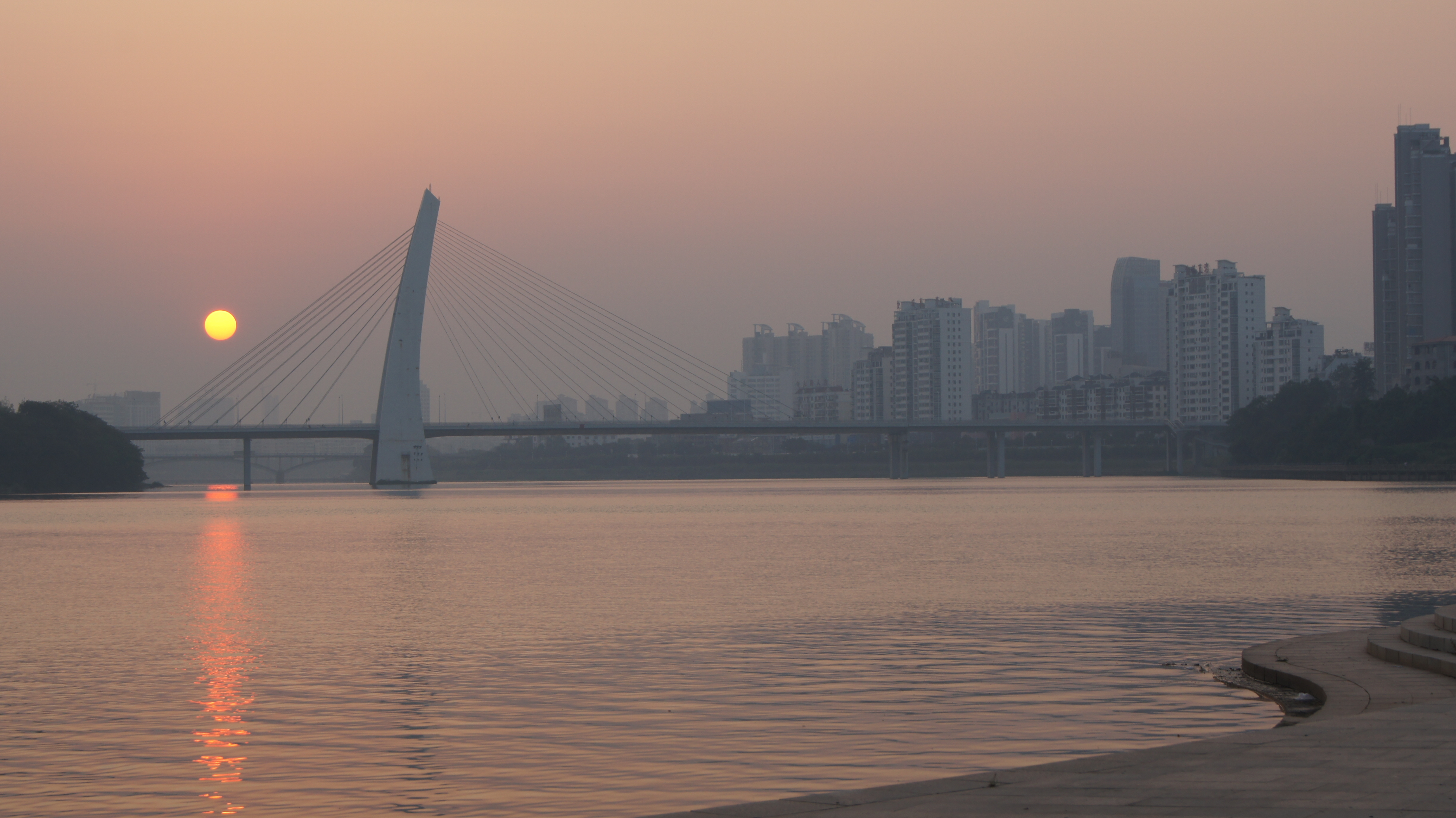
早晨的飞龙大桥

飞龙大桥，是中华人民共和国江西省赣州市章贡区的一座大桥，跨越章江，是赣州市境内重要的公路桥梁。

## 历史
2005年，大桥设计方案公布。2007年9月28日，飞龙大桥动工兴建。2009年4月27日，桥塔封顶。2009年7月28日，完成合龙，大桥全线贯通。同年9月27日竣工通车。线路全长1449.761米，主桥长230米；桥面为双向四车道城市主干道，总投资1.51亿元人民币，施工方为广西壮族自治区公路桥梁工程总公司。
2020年2月8日，为控制新冠疫情蔓延与传播，当地政府封闭飞龙大桥等道路禁止车辆通行。2021年5月，赣州市政府宣布翻修该桥。